# Grateful
Grateful è il terzo album in studio del gruppo rock danese Carpark North, pubblicato nel 2008.

## Tracce
1. More – 3:26
2. Shall We Be Grateful – 3:24
3. Save Me from Myself – 4:04
4. Leave My Place – 4:37
5. Lost (Peace) – 4:12
6. Last Song – 3:51
7. The Everlasting Tie – 3:57
8. Within My Reach – 4:00
9. Bring the Lights – 3:16
10. Cancer – 4:00
11. Shutdown – 4:13